# Peter Jan Beckx
Peter Jan Beckx (8 de febrero de 1795-4 de marzo de 1887) fue el vigésimo segundo prepósito general de la Compañía de Jesús.

## Formación
Peter Jan Beckx nació en una familia pobre dos meses después del fallecimiento de su padre. Un hermano y una hermana suyos también murieron antes de que él cumpliera su primer año. Con ayuda de algunos benefactores pudo escolarizarse en Testelt y más tarde en la escuela municipal de Aarschot. En 1815 entró en el seminario de Malinas para formarse para el sacerdocio. Fue ordenado sacerdote en Malinas el 6 de marzo de 1819 y destinado a Uccle. Ocho meses después renunció al nombramiento y entró en la Compañía de Jesús en Hildesheim. Tras el noviciado completó en Alemania sus estudios en Teología y sobre la Biblia (1823-26). Pronto fue capaz de predicar, confesar y dirigir retiros en lengua alemana.

## Carrera
El duque y la duquesa de Anhalt-Köthen se convirtieron al catolicismo en 1825 y pidieron un capellán jesuita. Beckx fue nombrado para ese cargo y se instaló en Köthen. Consiguió que mucha gente retornara a la fe católica mediante clases a niños, la construcción de una pequeña iglesia y la organización de actividades espirituales. Tras la muerte del duque en 1830 se trasladó a Viena, donde durante muchos años fue el único jesuita. Sus sermones se hicieron famosos y Jan Roothaan le encargó que lo representara en la fundación de escuelas Jesuitas en Granz, Innsbrück o Linz. De vez en cuando lo llamaban a Roma y fue enviado a misiones a Lombardía, Hungría y Baviera. Después de enseñar durante unos años Derecho Canónico en la Pontificia Universidad Gregoriana de Roma (1842) fue enviado a Bélgica (1848) y nombrado rector del colegio jesuita de Lovaina (1850). Nuevamente fue requerido en Viena, ante la difícil situación de los jesuitas y Roothaan lo nombró provincial en 1852, para dirigir las negociaciones.

## XXII Congregación General
En 1853 asistió a la Congregación General en su calidad de provincial de Austria. El 2 de julio fue elegido superior general en la primera votación (27 votos sobre 51). La congregación también expreso su preocupación por los ataques que sufrían los jesuitas y recomendó prudencia en la defensa de la Sociedad.

## Superior general
Fue la época en que la Compañía fue expulsada de diversos países: Rusia (1820), España (1854 y 1858), Nápoles-Sicilia (1859), Alemania (1872), Francia (1880) e incluso de Italia (1873). Beck trasladó la sede a Fiésole. Escribió 15 cartas a sus compañeros para reconfortarlos. Impactan por su serenidad y apertura  a pesar de las calamidades sufridas, especialmente la de 1871, después de que varios jesuitas (incluyendo a Pierre Olivaint), fueran ejecutados durante la Comuna de París. Tuvo un espíritu abierto ante los nuevos tiempos. Modernizó la Ratio Studiorum dando más espacio a las materias científicas en los estudios jesuitas y animando la discusión de filósofos modernos, como Kant.
El 1 de enero de 1872 consagró la Compañía al Corazón de Jesús.
Inauguró muevas misiones en otras partes del mundo: Cuba (1853), Colombia (1858), Filipinas (1859), Madagascar (1861), India (1878), Armenia (1881), Australia (1882)...También se crearon varios periódicos: La Civiltà Cattolica, (Italia, 1850), The Month (Londres, 1864), Etudes (París, 1865), Stimmen aus Maria Laach (Alemania, 1875) y otros en Irlanda, Polonia y Bélgica.
Durante sus treinta años de mandato se dobló el número de miembros de la Compañía y se crearon nuevas provincias en Irlanda, Francia, España, Portugal, etc. También se incrementó el enfoque en misiones en países prorestantes.

## Elección de un vicario general
En 1883, anciano y enfermo, pidió una Congregación General para la elección de un vicario general con derecho de sucesión. El elegido en esta XXIII Congregación fue el suizo Anton Anderledy. Beckx murió cuatro años después.

## Obras
- Der Monat Maria (Month of Mary), Viena, 1843.
- Epistolae selectae, Roma.